# Lost Girls (album)
Lost Girls è il quinto album in studio della cantautrice britannica Bat for Lashes, pubblicato il 6 settembre 2019 tramite AWAL.

## Descrizione
Khan ha pubblicato un post il 10 giugno 2019 all'inizio di giugno nel quale ha mostrato brevi video sui suoi account dei social media. Uno presentava uno snippet di musica e un numero per una hotline su un poster, che, una volta composto, chiedeva ai chiamanti di lasciare un messaggio su una ragazza perduta di nome Nikki. Khan ha annunciato ufficialmente l'album e l'uscita del singolo principale il 10 giugno.
Il singolo principale Kids in the Dark è stato reso disponibile il 10 giugno 2019.

## Tracce
1. Kids in the Dark – 3:28
2. The Hunger – 4:59
3. Feel for You – 3:39
4. Desert Man – 3:26
5. Jasmine – 2:55
6. Vampires – 3:02
7. So Good – 3:33
8. Safe Tonight – 4:16
9. Peach Sky – 4:34
10. Mountains – 4:31